# Лыткина, Галина Питиримовна
Гали́на Питири́мовна Лы́ткина (20 февраля 1928, Усть-Вымь, Автономная область Коми (Зырян) — 5 мая 2014, Сыктывкар) — советская, российская, коми актриса, народная артистка Коми АССР (1967), заслуженная артистка РСФСР (1982).

## Биография
Родилась в селе Усть-Вымь (Республика Коми), детство прошло в деревне Красная Гора в большой крестьянской семье, в которой было ещё семь детей. Отец её умер, когда Галине был один год. С детства она участвовала в школьных спектаклях, но окончила педагогическое училище в родном селе и была распределена учительницей в Корткеросский район. Однако, приехав в Сыктывкар, решила попробовать поступить в театральную студию при Коми театре и без подготовки сдала экзамены и была принята в студию (руководитель Н. М. Дьяконов). После окончания театральной студии в феврале 1947 года была принята в Коми республиканский драматический театр, где работала всю жизнь, сыграв более 200 ролей.
Умерла 5 мая 2014 года после продолжительной болезни.

### Личная жизнь
От первого брака было две дочери, обе были актрисами. Второй муж — актёр Владимир Пельмегов, от второго брака была одна дочь.

## Награды и премии
- Заслуженная артистка Коми АССР (1960).
- Народная артистка Коми АССР (1967).
- Заслуженная артистка РСФСР (24.06.1982).
- Орден Почёта (15.08.2001).
- Медаль «За трудовую доблесть» (07.03.1960)[4].
- Медаль «В ознаменование 100-летия со дня рождения Владимира Ильича Ленина» (1970)
- Государственная премия Коми АССР им. В. А. Савина (1987).
- Лауреат премии имени Народного артиста СССР И. И. Аврамова (2001).
- Лауреат премии имени Заслуженного артиста РСФСР С. И. Ермолина (2007).

## Работы в театре
- «Свадьба с приданым» Н. М. Дьяконова — Люба Бубенчикова
- «Иван Рыбаков» В. М. Гусева — Настя
- «Сельские вечера» В. М. Леканова — Груша
- «Ухабы жизни» В. М. Леканова — Марина
- «В добрый час!» В. С. Розова — Галя Давыдова
- «В день свадьбы» В. С. Розова — Нюра
- «Свидания у черемухи» А. К. Ларева — Нютка
- «Иркутская история» А. Н. Арбузова — Валя
- «Бывают же такие» Г. А. Юшкова — Елена
- «Волки и овцы» А. Н. Островского — Глафира
- «На дне» М. Горького — Василиса
- «Праздник души» П. Ф. Шахова — Анисья
- «Дело» А. В. Сухово-Кобылина — Атуева
- «Последний срок» по В. Распутину — Мирониха
- «Имя твоё» по П. Проскурину — Ефросинья
- «Свои люди — сочтёмся» А. Островского — Устинья Наумовна
- «Иван и Мадонна» А. И. Кудрявцева — Мария
- «Кто тогда остался жив» Г. А. Юшкова — Ольга
- «Квартет Николая Курочкина» Н. Дьяконова — Поля
- «Валентин и Валентина» М. Рощина — Мама-проводница
- «Анисья» Н. Белых — Меланья
- «Эх!!!» по роману В. Войновича «Жизнь и необычайные приключения солдата Ивана Чонкина» — Люшка-выдвиженка